# 相对论速度
相对论速度，是显著接近光速的速度，这时计算物体在时空中的运动必须考虑到狭义相对论效应，而不能使用低速下近似的牛顿力学。相对论粒子是以相对论速度运动的亚原子粒子，当速度达到光速的10%时，牛顿力学就会有大约1%的误差。

## 引用
1. ↑  N.M.J. Woodhouse. . Lecture Notes in Physics (Springer-Verlag). 1992.